# Barbara Kantorová
Barbara Kantorová, née le 3 mars 1992 à Poprad, est une skieuse alpine slovaque.

## Biographie
Elle débute en Coupe du monde en janvier 2011 au slalom de Flachau. Elle marque ses premiers points en janvier 2012 au slalom de Kranjska Gora (24e).
Elle participe aux Jeux olympiques d'hiver de 2014 où elle se classe 22e du super G et 38e du slalom géant, tandis qu'elle ne termine pas le slalom. Aux Jeux olympiques d'hiver de 2018, elle obtient son meilleur résultat sur le combiné en se classant 18e.

## Palmarès

### Jeux olympiques
| Épreuve / Édition | Sotchi 2014 | Pyeongchang 2018 |
| Descente          |             | 29e              |
| Super G           | 22e         | 35e              |
| Slalom géant      | 38e         | 41e              |
| Slalom            | Abandon     | 34e              |
| Combiné           |             | 18e              |

### Championnats du monde
| Épreuve / Édition | Schladming 2013 |
| Slalom géant      | 33e             |

### Coupe du monde
- Meilleur classement général : 111e en 2012.
- Meilleur résultat : 24e.

### Universiades
- Almaty 2017 :
  -  Médaille de bronze au combiné.

### Championnats de Slovaquie
- Championne de slalom géant en 2012.